# El Cortezo (Coclé)
Pour les articles homonymes, voir El Cortezo.
El Cortezo est une localité située dans la province de Coclé, au Panama. En 2008, la localité comptait 1 230 habitants.